# Пинтику (Бистрица-Насауд)
Пинтику (рум. Pinticu) насеље је у Румунији у округу Бистрица-Насауд у општини Теака. Oпштина се налази на надморској висини од 371 m.

## Становништво
Према подацима из 2002. године у насељу је живело 881 становника.

### Попис2002.
| Расподела становништва по националности 2002.‍ | Расподела становништва по националности 2002.‍ | Расподела становништва по националности 2002.‍ | Расподела становништва по националности 2002.‍ | Расподела становништва по националности 2002.‍ |
| --------------------------------------------- | --------------------------------------------- | --------------------------------------------- | --------------------------------------------- | --------------------------------------------- |
|                                               |                                               |                                               |                                               |                                               |
| Румуни                                        | Румуни                                        |                                               | 617                                           | 70,0%                                         |
| Роми                                          | Роми                                          |                                               | 264                                           | 30,0%                                         |